# Лохусалу
Ло́хусалу (эст. Lohusalu) — деревня в волости Ляэне-Харью в уезде Харьюмаа, Эстония.
До административной реформы местных самоуправлений Эстонии 2017 года входила в состав волости Кейла (упразднена).

## География и описание
Деревня расположена на полуострове Лохусалу у подножия высокого холма и таким образом хорошо защищена от сильных морских ветров. Расположена на территории заповедника Пакри, простирается на юго-восток до деревни Лауласмаа. Является местом летнего отдыха, где построено множество дач. Вдоль морского побережья проходит походная тропа. Высота над уровнем моря — 10 метров.  
Ландшафт Лохусалу достаточно разнообразен, но в основном территория покрыта сосновым лесом, а возле бывшего убежища «Набессаар» (археологический памятник) в изобилии произрастает гонкения и шиповник. Рядом с полуостровом Лохусалу, в заливе, лежит часть обломков пассажирского судна «Иосиф Сталин». 
В Лохусалу расположен небольшой, защищённый от ветров и штормов порт. Там имеется круглосуточная охрана, современные условия проживания, хорошие возможности для отдыха и питания. Порт Лохусалу является базовым портом Таллинского яхт-клуба. В летний период в гавани Лохусалу проводятся танцевальные вечера, организуются концерты, театральные представления и другие культурные мероприятия. Наибольшая длина принимаемых малых судов — 20 м, ширина — 5 м, осадка — 2,5  м; навигационный период — с 1 мая по 30 ноября. В порту работает ресторан-бар. 
Климат умеренный. Официальный язык — эстонский. Почтовый индекс — 76709.

## Население
По данным  переписи населения 2021 года, в Лохусалу насчитывалось 213 жителей, из них 201 (94,4 %)  — эстонцы.
Согласно переписи населения 2011 года, в деревне проживали 193 человека, из них 177 (91,7 %) — эстонцы.
Численность населения деревни Лохусалу по данным переписей населения:
| Год  | 1959 | 1970  | 1979  | 1989  | 2000  | 2011  | 2021  |
| ---- | ---- | ----- | ----- | ----- | ----- | ----- | ----- |
| Чел. | 83   | ↗ 139 | ↗ 187 | ↗ 196 | ↗ 219 | ↘ 193 | ↗ 213 |

## История
В письменных источниках деревня впервые упомянута в 1480 году (Loensal). В 1687 году упоминается как Lohosall, в 1697 году — Lohosahr Byy, в 1796 году — Lohhasal.  В начале XX века упоминалась также как нем. Lahhosalo, деревня Логосаль, село Логосало.
Убежище Набессаар представляет собой место для временного проживания, которое в древности люди использовали в случае опасности в тех местах, где не было защитных сооружений. Такие убежища были хорошо скрыты, в основном в болотах и на заболоченных островах. В народе им давали разные названия (Кукелинн, Луусаар, Лыйемяги и др.). Археологически эти убежища ещё мало исследованы. В связи с их эпизодическим использованием они характеризуются очень слабым культурным слоем и скудностью артефактов, что затрудняет их своевременное определение.
В советское время в Лохусалу располагалось Нордиское отделение рыболовецкого колхоза имени Кирова (порт для малых траулеров, консервный цех). С 1964 по 1985 год в Лохусалу работало реабилитационное отделение IV Республиканской больницы. До 1990 года в деревне работал санаторий, в настоящее время в его здании расположен конференц-центр.

## Происхождение топонима
Современная форма названия деревни соответствует эстонским словам lohk ~ lohu — «яма», «полость», «дыра» или «большой кусок», «ломоть». Изначально это было названием острова.

## Галерея

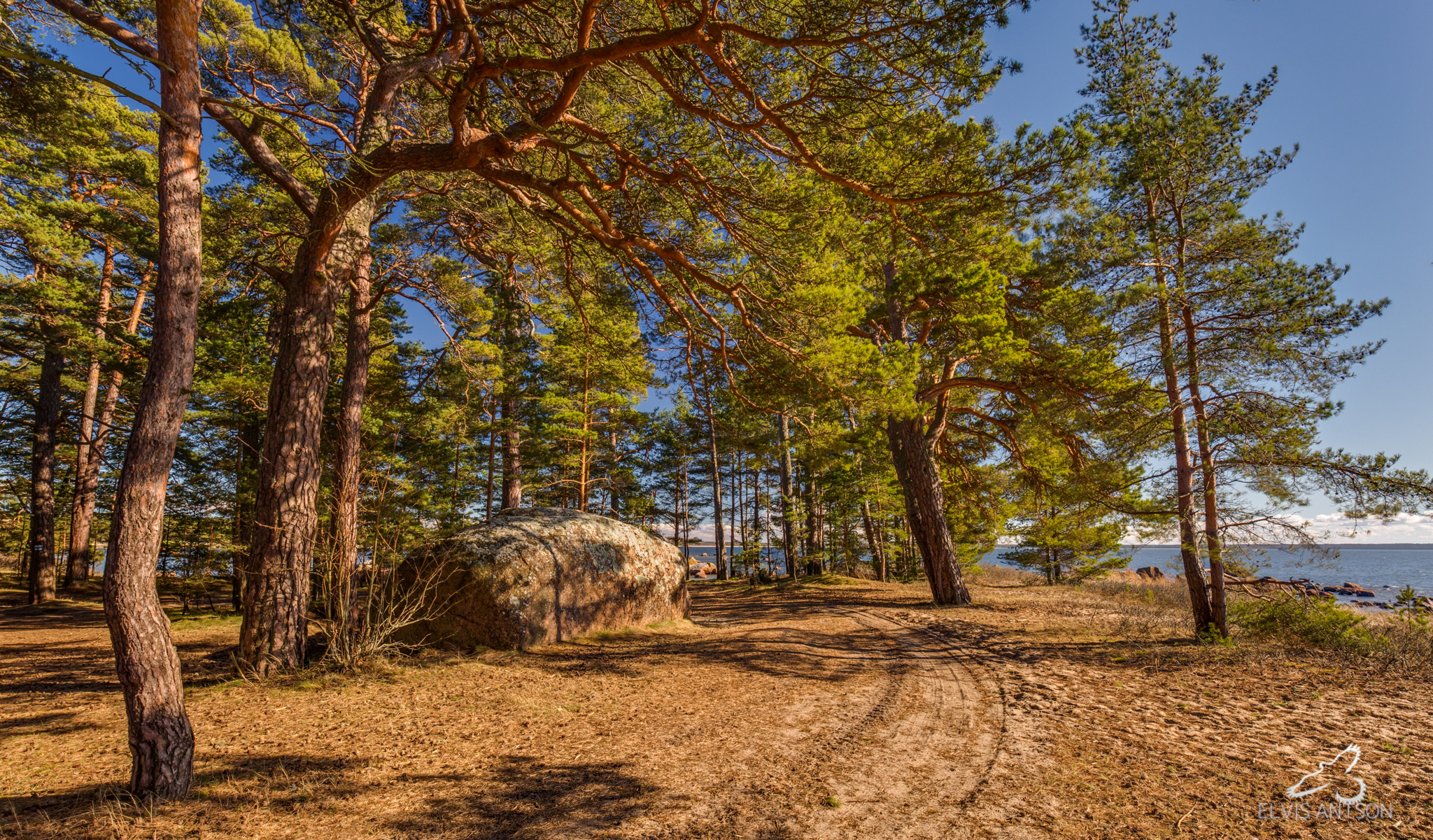
Берег моря в Лохусалу
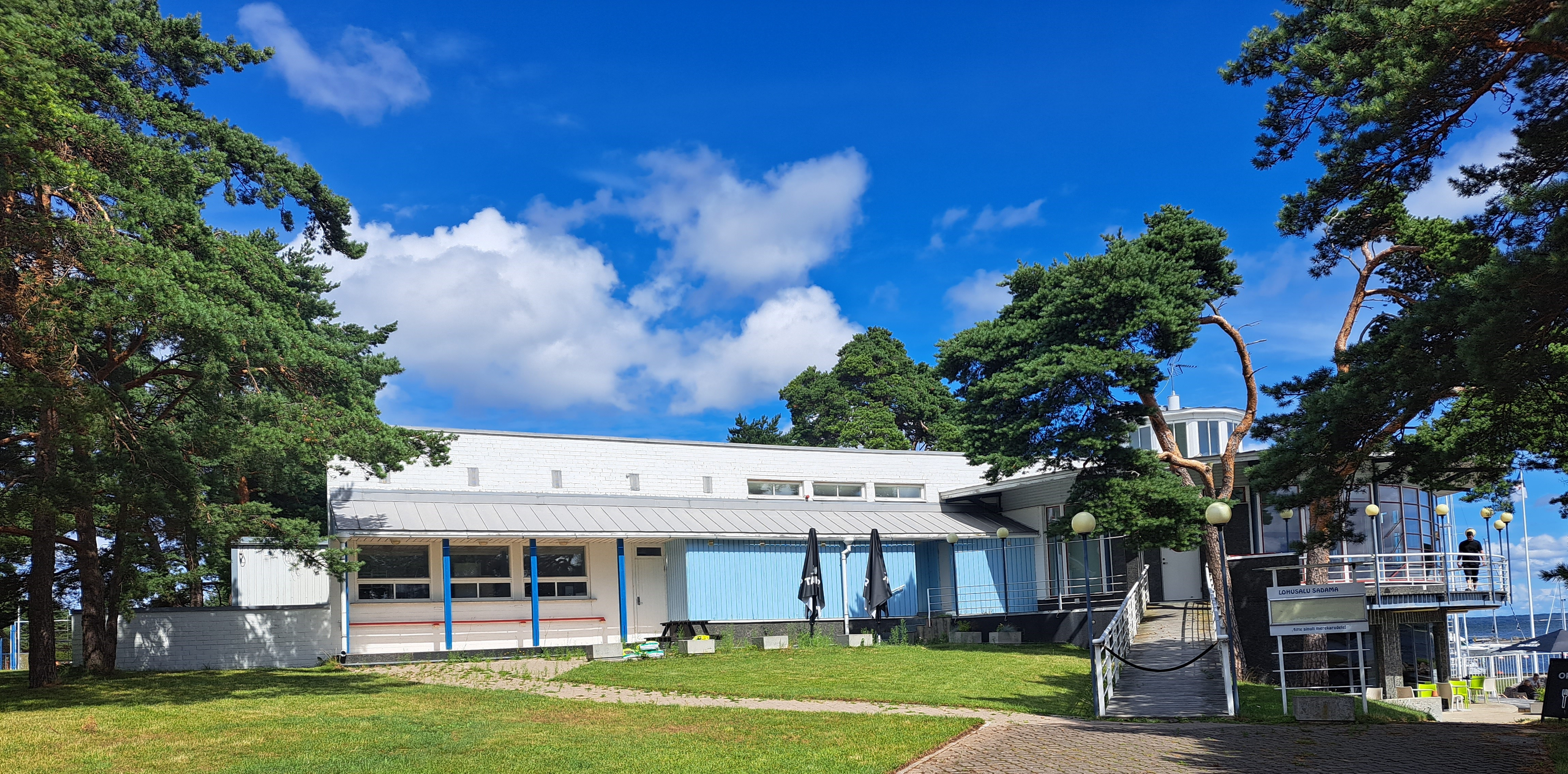
Контора порта Лохусалу и ресторан-бар
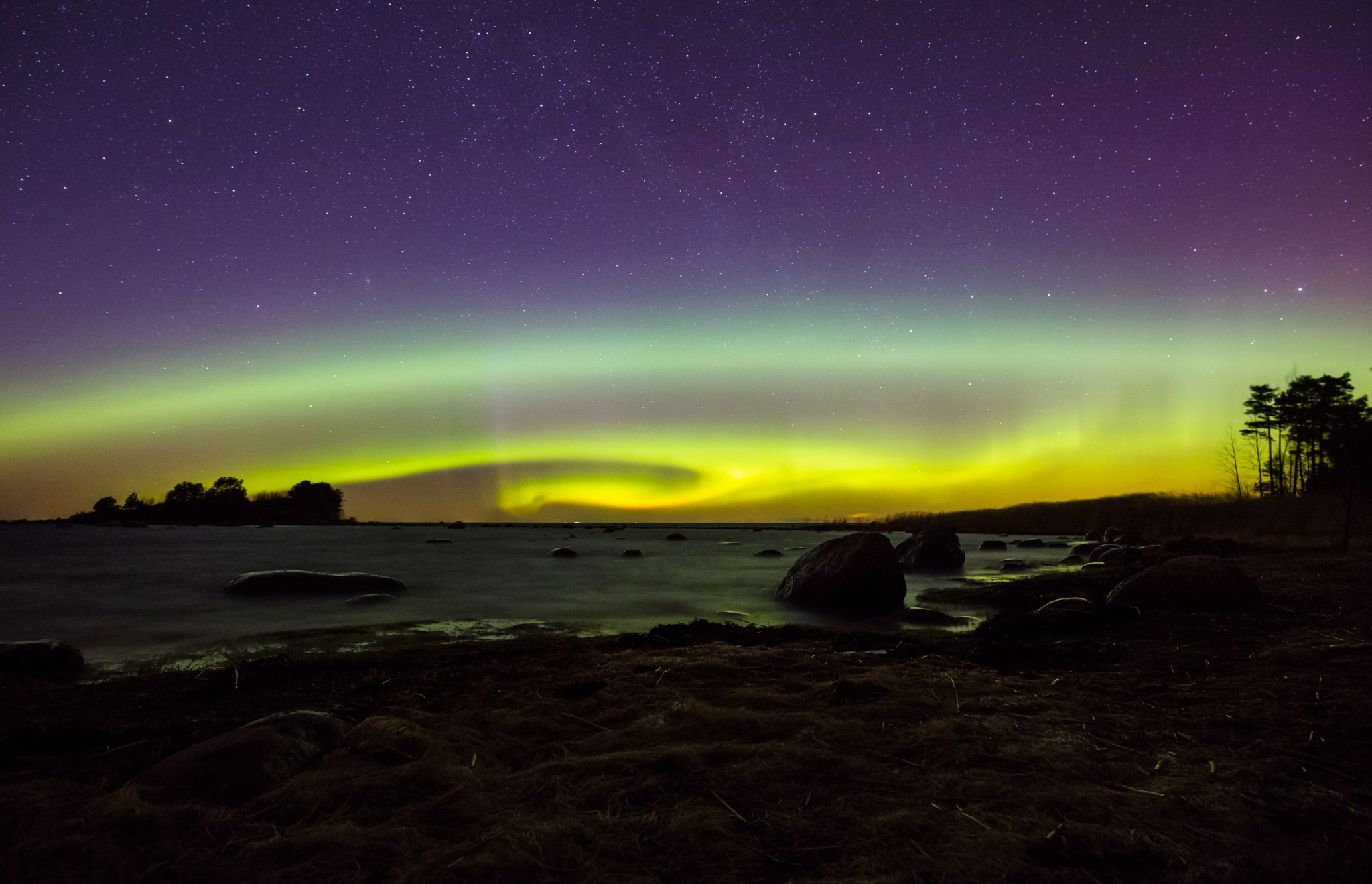
Северное сияние в Лохусалу, март 2017 года
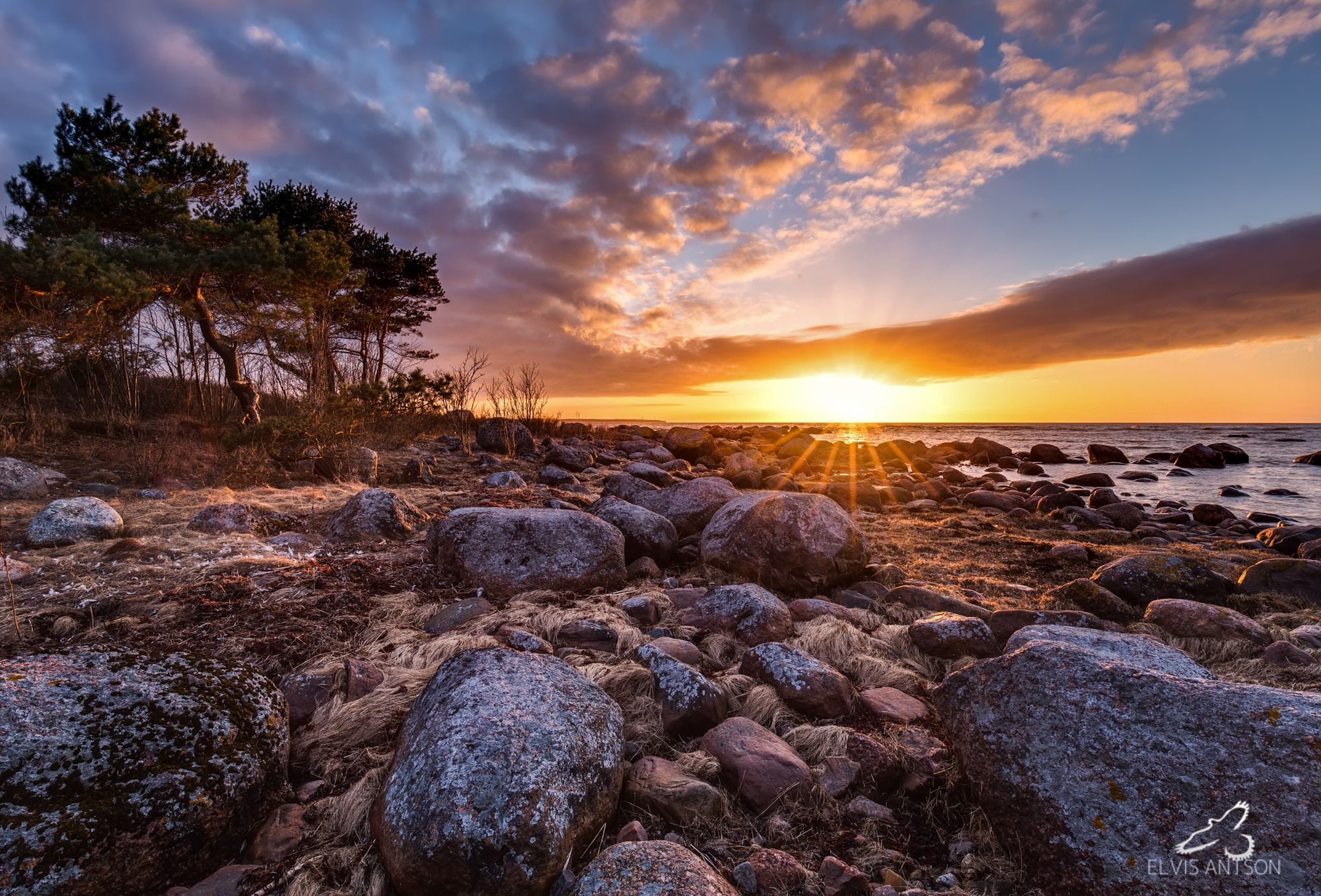
Закат на мысе Набе в Лохусалу
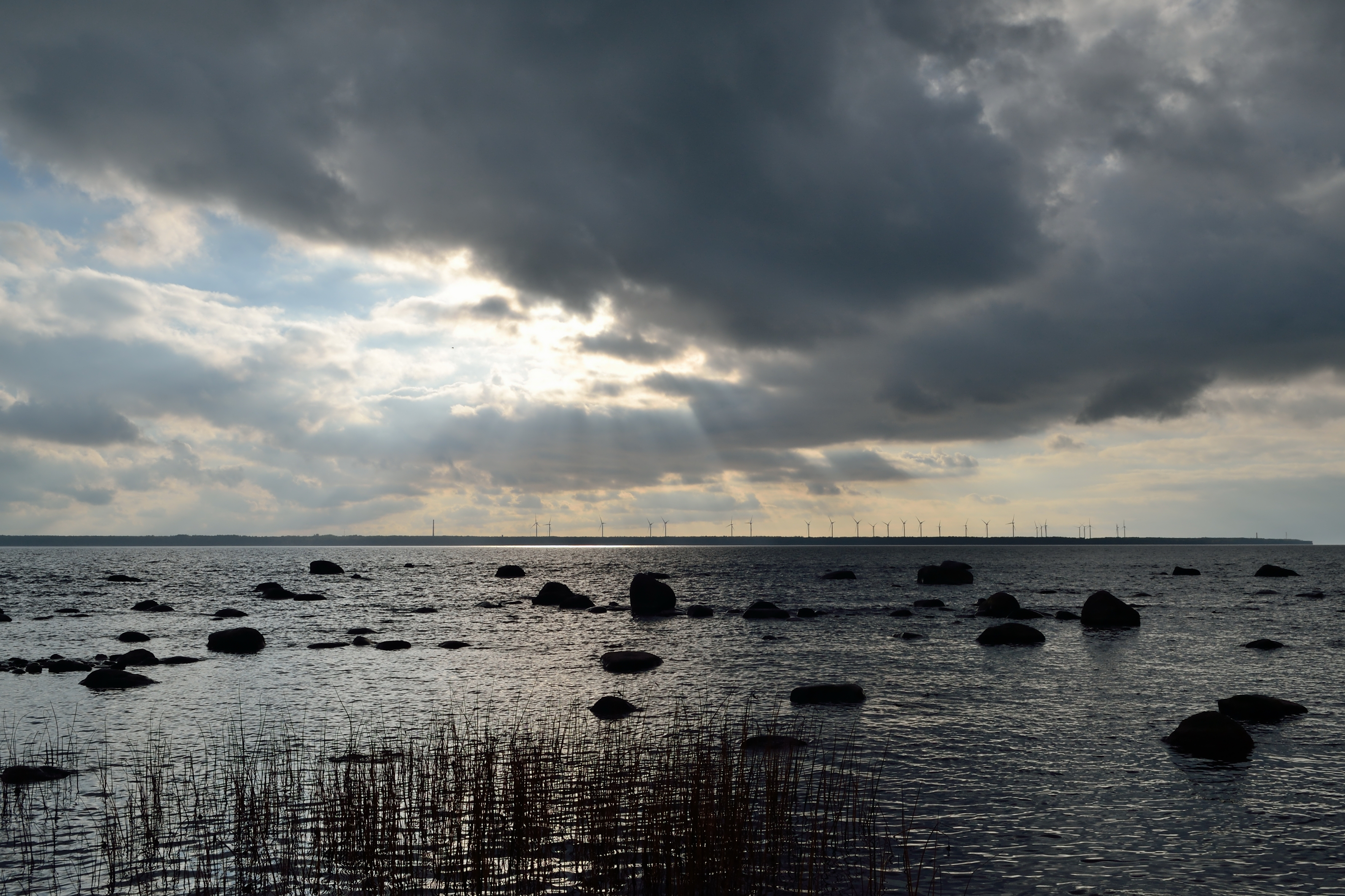
Вид на залив Лахепере и полуостров Пакри